# Liste der Abgeordneten zum Krainer Landtag (VIII. Gesetzgebungsperiode)
Diese Liste der Abgeordneten zum Krainer Landtag (VIII. Gesetzgebungsperiode) listet alle Abgeordneten zum Krainer Landtag des Kronlandes Krain in der VIII. Gesetzgebungsperiode auf. Die Gesetzgebungsperiode umfasste die Jahre 1889 bis 1893.

## Wahlen und Sessionen
Der Krainer Landtag der VI. Gesetzgebungsperiode war mit dem Kaiserlichen Patent vom 19. April 1889 aufgelöst worden. Die Wahlen für den neuen Landtag fanden am 4. Juli 1889 (Kurie der Landgemeinden), 8. Juli 1889 (Kurie der Industrie- und Handelskammer bzw. der Städte und Märkte) sowie am 12. Juli 1889 (Kurie der Großgrundbesitzer) statt. Die erste Einberufung des Landtags erfolgte am 10. Oktober 1889. Die Auflösung des Landtags erfolgte durch ein Kaiserliches Patent, das jedoch nicht im Reichsgesetzblatt publiziert wurde.
Die Landtagsperiode bestand aus sieben Seesionen:
- I. Session: 10. Oktober 1889 bis 23. November 1889 (17 Sitzungen)
- II. Session: 14. Oktober 1890 bis 25. November 1890 (15 Sitzungen)
- III. Session: 3. März 1892 bis 9. April 1892 (15 Sitzungen)
- IV. Session: 9. September 1892 bis 13. Mai 1893 (14 Sitzungen)
- V. Session: 28. Dezember 1893 bis 17. Februar 1994 (15 Sitzungen)
- VI. Session: 28. Dezember 1894 bis 16. Februar 1895 (16 Sitzungen)
- VII. Session: 26. Juli 1895 bis 31. Juli 1895 (4 Sitzungen)

## Personen

### Landeshauptmann und Landeshauptmann-Stellvertreter
Während der Gesetzgebungsperiode wirkte Josip Poklukar als Landeshauptmann der Krain. Er war am 25. August 1888 ernannt worden. Poklukar verstarb am 17. März 1891, woraufhin Oto Detela am 30. Juli 1891 zum Landeshauptmann ernannt worden war. Als Landeshauptmann-Stellvertreter war Otto Apfaltrer von Apfaltrern am 2. September 1889 ernannt worden.

### Landtagsabgeordnete
Der Landtag umfasste 37 Abgeordnete. Dem Landtag gehörten dabei 10 Vertreter des Großgrundbesitzes, 2 Vertreter der Handels- und Gewerbekammer Laibach, 8 Vertreter der Städte und 16 Vertreter der Landgemeinden. Hinzu kam die Virilstimme des Bischofs von Laibach.
Die Tabelle enthält im Einzelnen folgende Informationen:
| Name:        | Name des Abgeordneten |
| Fraktion:    | Fraktion, der der Abgeordnete angehörte. Verfassungstreu, deutschfortschrittlich (deutsche Partei) bzw. national (slowenischnationale Partei). |
| Wahlklasse:  | Die dem Klassenwahlrecht entsprechende Wahlklasse bzw. Kurie: I. Wahlklasse = Virilstimme (Bischof von Laibach); II: Adelige des Großen Grundbesitzes; III: Handels- und Gewerbekammer; IV: Zensuswahlklasse unterteilt nach Städten/Orten bzw. Landgemeinden; |
| Region:      | Die im Wahlbezirk enthaltenen Städte bzw. Gerichtsbezirke (Landgemeindewahlbezirke) |
| Anmerkungen: | Veränderungen während der Periode durch Tod, Mandatsverzicht oder spätere Angelobung |

| Name                           | Fraktion               | Wahlklasse                 | Region                                                                 | Anmerkung                                                                        |
| ------------------------------ | ---------------------- | -------------------------- | ---------------------------------------------------------------------- | -------------------------------------------------------------------------------- |
| Apfaltrern Otto von            | verfassungstreu        | Großgrundbesitz            |                                                                        |                                                                                  |
| Arko Franc                     | national               | Landgemeinden              | Adelsberg, Loitsch, Senosetsch, Laas, Feistritz                        | ab 30. Oktober 1894 als Nachfolger von Jurj Kraigher                             |
| Auersperg Erwin                | verfassungstreu        | Großgrundbesitz            |                                                                        |                                                                                  |
| Auersperg Leo                  | verfassungstreu        | Großgrundbesitz            |                                                                        |                                                                                  |
| Bleiweis Karel                 | national               | Handels- und Gewerbekammer |                                                                        | ab 9. Oktober 1889 als Nachfolger von Franc Souvan                               |
| Braune Robert                  | deutschfortschrittlich | Städte und Märkte          | Gottschee, Reifnitz                                                    |                                                                                  |
| Detela Oton                    | national               | Landgemeinden              | Krainburg, Neumarktl, Bischoflack                                      |                                                                                  |
| Dragos Miko                    | national               | Landgemeinden              | Tschernembl, Möttling                                                  |                                                                                  |
| Gorup Josip                    | national               | Städte und Märkte          | Adelasberg, Oberlaibach, Stein                                         | Mandatsverzicht am 28. September 1891                                            |
| Grasselli Peter                | national               | Städte und Märkte          | Laibach                                                                |                                                                                  |
| Hribar Ivan                    | national               | Städte und Märkte          | Laibach                                                                |                                                                                  |
| Kavčič Hinko                   | national               | Landgemeinden              | Adelsberg, Loitsch, Senosetsch, Laas, Feistritz                        | am 21. Juni 1893 verstorben                                                      |
| Kersnik Janko                  | national               | Landgemeinden              | Stein, Egg                                                             |                                                                                  |
| Klein Anton                    | national               | Handels- und Gewerbekammer |                                                                        |                                                                                  |
| Klun Karel                     | national               | Landgemeinden              | Krainburg, Neumarktl, Bischoflack                                      |                                                                                  |
| Kraigher Jurij                 | national               | Landgemeinden              | Adelsberg, Loitsch, Senosetsch, Laas, Feistritz                        | ab 31. Oktober 1893 als Nachfolger von Hinko Kavčič, am 5. April 1894 verstorben |
| Langer Franz                   | verfassungstreu        | Großgrundbesitz            |                                                                        | ab 19. Oktober 1891 als Nachfolger von Beno Taufferer                            |
| Lavrenčič Matej                | national               | Landgemeinden              | Wippach, Idra                                                          |                                                                                  |
| Lenarčič Josip                 | national               | Städte und Märkte          | Adelasberg, Oberlaibach, Stein                                         | ab dem 9. November 1891 als Nachfolger von Josef Gorup                           |
| Lichtenberg Leopold            | verfassungstreu        | Großgrundbesitz            |                                                                        |                                                                                  |
| Luckmann Karl                  | verfassungstreu        | Großgrundbesitz            |                                                                        |                                                                                  |
| Mesar Janez                    | national               | Landgemeinden              | Radmannsdorf, Kronau                                                   | ab 10. September 1891 als Nachfolger von Josip Poklukar                          |
| Missia Jakob                   |                        | Virilstimme                |                                                                        |                                                                                  |
| Murnik Ivan                    | national               | Städte und Märkte          |                                                                        | Neumarktl, Radmannsdorf, Stein                                                   |
| Ogorelec Vinko                 | national               | Landgemeinden              | Laibach Umgebung, Oberlaibach                                          |                                                                                  |
| Pakiž Primož                   | national               | Landgemeinden              | Gottschee, Reifnit, Großlaschitz                                       |                                                                                  |
| Papež Franc                    | national               | Landgemeinden              | Treffen, Sittich. Seisenberg, Rassenfuß, Littai, Ratschach             |                                                                                  |
| Pfeifer Viljem                 | national               | Landgemeinden              | Rudolfswerth, Landstraß, Gurkfeld                                      |                                                                                  |
| Poklukar Josip                 | national               | Landgemeinden              | Radmannsdorf, Kronau                                                   | am 17. März 1891 verstorben                                                      |
| Povše Fran                     | national               | Landgemeinden              | Laibach Umgebung, Oberlaibach                                          |                                                                                  |
| Rechbach Friedrich             | verfassungstreu        | Großgrundbesitz            |                                                                        |                                                                                  |
| Schaffer Adolf                 | verfassungstreu        | Großgrundbesitz            |                                                                        |                                                                                  |
| Schwegel Josef                 | verfassungstreu        | Großgrundbesitz            |                                                                        |                                                                                  |
| Souvan Franc                   | national               | Handels- und Gewerbekammer |                                                                        | Mandatsverzicht am 7. Oktober 1889                                               |
| Stegnar Srečko Feliks          | national               | Städte und Märkte          | Idra                                                                   |                                                                                  |
| Šuklje Fran                    | national               | Städte und Märkte          | Rudolfswerth, Weichselburg, Tschernembl, Möttling, Landstraß, Gurkfeld |                                                                                  |
| Svetec Luka                    | national               | Landgemeinden              | Treffen, Sittich. Seisenberg, Rassenfuß, Littai, Ratschach             |                                                                                  |
| Taufferer Beno                 | verfassungstreu        | Großgrundbesitz            |                                                                        | am 2. September 1891 verstorben                                                  |
| Tavčar Ivan                    | national               | Städte und Märkte          | Krainburg, Bischoflack                                                 |                                                                                  |
| Višnikar Franc                 | national               | Landgemeinden              | Gottschee, Reifnit, Großlaschitz                                       |                                                                                  |
| Vošnjak Josip                  | national               | Landgemeinden              | Adelsberg, Loitsch, Senosetsch, Laas, Feistritz                        |                                                                                  |
| Wurzbach-Tannenberg Alfons von | verfassungstreu        | Großgrundbesitz            |                                                                        |                                                                                  |
| Zitnik Ignacij                 | national               | Landgemeinden              | Treffen, Sittich. Seisenberg, Rassenfuß, Littai, Ratschach             |                                                                                  |